# Leon Danielian
Leon Danielian (New York, 31 ottobre 1920 – Canaan, 8 marzo 1997) è stato un ballerino e coreografo statunitense.

## Biografia
Leon Danielian nacque a New York nel 1920, figlio degli immigrati armeni Frank Danielian e Varsik Coolidganian. Cominciò a studiare danza da bambino, per poi perfezionarsi sotto Michel Fokine, Mikhail Mordkin, Igor Schwezoff e Vecheslav Swoboda. 
Esordì sulle scene nel 1937 con il Mordkin Ballet e due anni dopo divenne caratterista presso il Ballet Theatre. Nel 1941 si unì all'Original Ballet Russe e nel 1943 fu scritturato dal Ballet Russe de Monte Carlo in veste di solista. Dopo pochi anni fu promosso al rango di primo ballerino, una carica che ricoprì fino al suo addiò alle scene nel 1961. Noto per le sue grandi doti tecniche e il vasto repertorio, danzò anche come étoile ospite con il San Francisco Ballet e con il Ballets des Champs-Élysées, in cui danzò come partner della prima ballerina assoluta Yvette Chauviré. Fu uno dei primi ballerini statunitensi ad ottenere fama a livello internazionale.
A partire dalla seconda metà degli anni cinquanta iniziò anche a creare le proprie coreografie per i Ballet Russe, tra cui Sombreros (1956), The Mazurka (1957) ed Espana (1961).
Affetto da artrosi ancora prima di compiere quarant'anni, Danielian si dedicò all'insegnamento a partire dai primi anni sessanta. Dal 1968 al 1980 fu direttore della scuola dell'American Ballet Theatre. Nel 1982 fu nominato direttore del dipartimento di danza dell'Università del Texas ad Austin. Continuò ad insegnare fino al 1991.
Era dichiaratamente omosessuale e morì a Canaan nel 1997 all'età di 76 anni.